# Единбуршки свод
Единбуршки свод (енгл. Edinburgh Vaults) је подземни град у којем су живели сиромашни људи. Налази се испод града Единбурга у Шкотској. Градња је завршена 1788.. Такође се користио као складишни простор. Ту су се наводно држала тела људи који су убијени од стране убица Бурка и Хара. Људима који су живели тамо, било је тешко дисати због лошег ваздуха. Овај град је откривен 1985, а пре се није ни знало да ли још постоји.

## Историја
Када се град Единбург почео развијати предложена је изградња подземног града за сиромашне. Ова идеја је осмишљена 1785, а у августу те године је почета градња.
У трезорним собама које су служиле за складиштење, почела је да улази вода зато што је град био близу реке. Те собе су после намењене сиромашнима. Услови за живот су били страшни. Собе су биле мале,тамне и влажне. Није било ни свежег ваздуха ни пуно питке воде.

## Духови у граду
Данас тамо долази много туриста и многи су чули наводне духове. У трезорним собама које су некада били дом за сиромашне пуно људи чује духове. Много људи наводно осећа хладан ваздух када уђу у трезорне собе. Многи научници су закључили да се у граду стварно дешавају паранормалне појаве. Неколико пута када би неко хтео да сними репортажу о граду, причали би са неким човеком који брине да је у граду све у реду. Некада би остајали само он и водитељ у трезорним собама. На снимци се не би чула само 2 гласа, него и 3. глас који је наводно дух човека који је желео да оде из града.